# Попович, Ярослав Павлович
 Яросла́в Па́влович Попо́вич  (род. 4 января 1980, Калинов, Львовская область) — украинский профессиональный велогонщик команды Trek Factory Racing, лучший молодой гонщик Тур де Франс 2005, третий призёр Джиро д'Италия 2003. Заслуженный мастер спорта.

## Биография
Окончил педагогический институт в Переяславе-Хмельницком. Женат, в 2007-м году родился сын Джейсон. Проживает в городке Кваратто (Италия), что в 30 км от Флоренции.
В 1998 году Попович дебютировал на юниорском чемпионате мира в Голландии. После чего выиграл чемпионат Украины в командном и индивидуальном зачете. С 2000 года Попович в сильнейшем любительском клубе Италии «Велютекс», где за год стал лидером, выиграв из дюжину международных стартов среди которых Тур Новой Каледонии. Наивысшим достижением Ярослава в любительском велоспорте стали победы на чемпионате и Кубке мира. С 2002 года становится профессиональным велогонщиком, подписав контракт с бельгийским клубом «Лендбоукредит Кольнаго» (Colnago). Ярослав Попович стал лидером команды и завоевал в 2003-м «бронзу» в многодневной велогонке «Джиро Италия». С 2005 года Попович перешёл в команду Discovery Channel (США), в которой считался преемником лидера команды Ленса Армстронга. На «Тур де Франс» 2005 года завоевал «белую майку» лучшего молодого гонщика и занял 12-те место в индивидуальном зачете. Наибольшим успехом Ярослава на данный момент является победа на Вольте Каталонии в 2006 году.
В 2008 году, после того как команда Discovery Channel заявила о прекращении своей деятельности перешёл в Silence-Lotto. В составе этой команды он участвовал в велогонке «Тур де Франс» — 2008. В 2009-му году выступал в команде Astana. В 2010-м году выступал в команде RadioShack.

## Достижения
- 2001
  - Чемпион мира среди гонщиков до 23 лет.
- 2002
  - Обладатель Кубка мира.[источник не указан 4630 дней]
  - 12-е место в общем зачете «Джиро д’Италия».
- 2003
  - 3-е место в общем зачете «Джиро д’Италия».
- 2004

- - Джиро д Италия.
    - 5-е место в общем зачете.

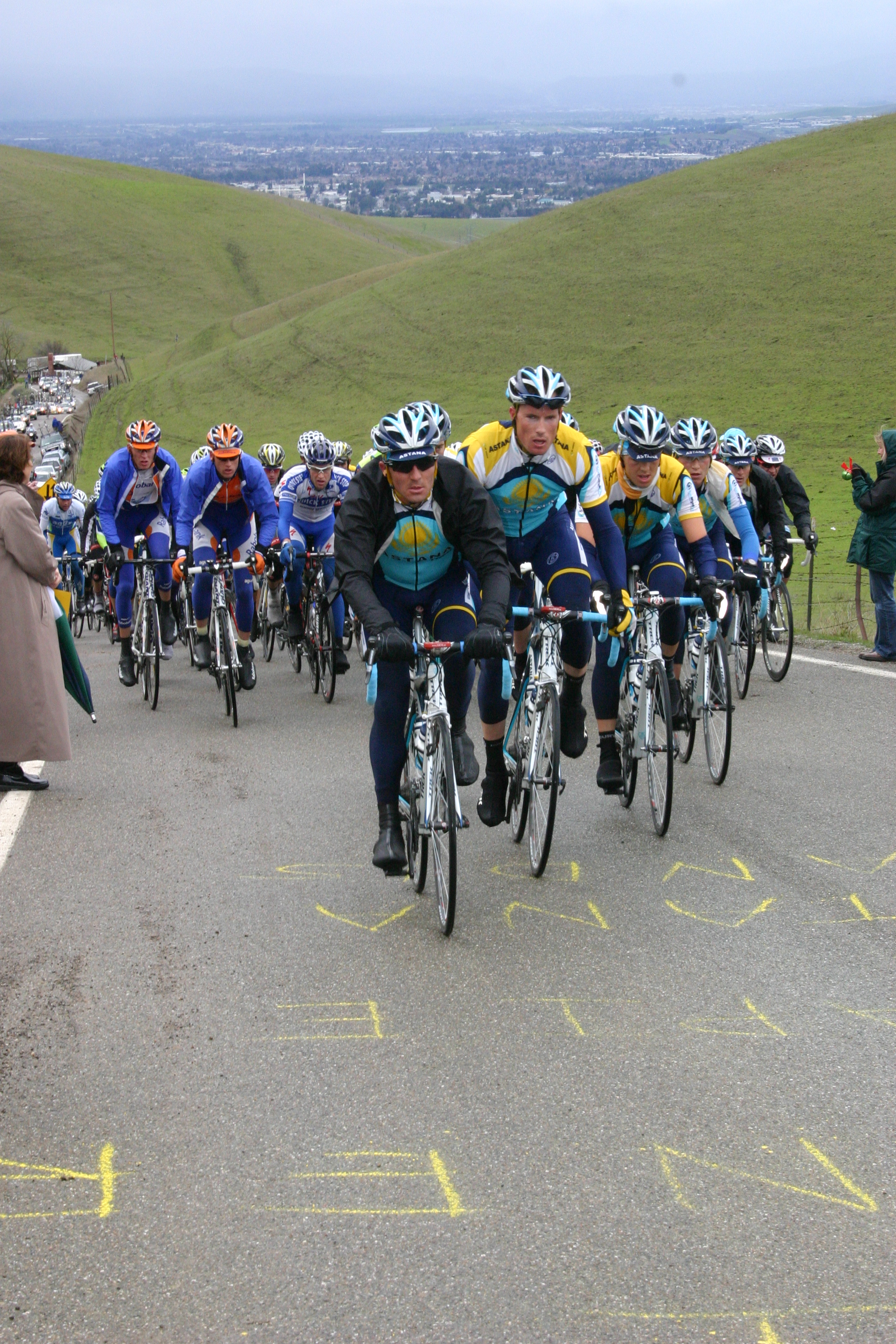
Тур Калифорнии (2009)

    - Провел три дня лидером общего зачета (в Розовой Майке).
    - Обладатель Приза Джиакотелли.
- 2005
  - Победитель Вуэльта Каталонии.
  - 3-е место на 2-м этапе велогонки Париж-Ницца.
  - 2-е место на 7-м этапе Дофине Либере.
  - Тур де Франс.
    - 12-е место в общем зачете.
    - Обладатель «Белой майки» Тур де Франс.
- 2006
  - Тур де Франс.
    - 25-е место в общем зачете.
    - Победитель 12-го этапа.

  - Тур Джорджии.
    - 3-е место в общем зачете.
    - Победитель 2-го этапа.
    - Третье место на 5-м этапе.
    - Второе место в общей классификации спринтеров.

  - Вуельта Каталонии (велогонка).
    - 17-е место в общей классификации.
    - Победитель 2-го этапа (гонка с раздельным стартом)
- 2007
  - Победитель 5-го этапа гонки Париж-Ницца.
  - Тур де Франс.
    - 8-е место в общем зачете.
    - Приз за волю к победе — 9-й этап.
    - 4-е место на 19-м этапе (с раздельным стартом).
    - 3-е место в горной классификации.
- 2008
  - Париж-Ницца.
    - 3-е место в общем зачете.
    - 6-е место на 4-м этапе .

  - Тур де Франс.
    - 23-е место в общем зачете.
    - 10-е место на 9-м этапе.
    - 4-е место на 16-м этапе.
- 2009
  - Джиро д’Италия.
    - 15-е место в общем зачете.
    - 4-е место на 21-м этапе (с раздельным стартом).

  - Тур де Франс.
    - 41-е место в общем зачете.
    - Победитель 4-го этапа (командная разделка).
    - 11-е место на 3-м этапе.
    - 15-е место на 12-м этапе.
- 2010
  - 85-е место в общем зачете Тур де Франс.
- 2011
  - Джиро д’Италия.
    - 64-е место в общем зачете.
    - 5-е место на 21-м этапе (с раздельным стартом).